# Andrzej Wachowicz (kapitan)
Andrzej Wachowicz ps. „Vigura” (ur. 18 listopada?/30 listopada 1897 w Białej Cerkwi, zm. wiosną 1940 w Charkowie) – kapitan artylerii Wojska Polskiego, kawaler Orderu Virtuti Militari, ofiara zbrodni katyńskiej.

## Życiorys
Syn Cezarego i Marii z Krajewskich urodzony 30 listopada 1897 roku w Białej Cerkwi, w ówczesnym powiecie wasylkowskim guberni kijowskiej, . Absolwent gimnazjum filologicznego z maturą w Białej Cerkwi (1915). Studia medyczne na Uniwersytecie Kijowskim przerwało powołanie do armii rosyjskiej. Na froncie do 1917 roku. Skierowany do Szkoły Artylerii w Odessie. Wstąpił do POW. Od czerwca 1918 roku w oddziale mjr. Lisa-Kuli.
Po powrocie do kraju w Wojsku Polskim. Od 9 stycznia do 2 lipca 1919 roku był uczniem klasy „K” (klasa 12.) Szkoły Podchorążych w Warszawie. 3 września 1919 roku został mianowany z dniem 1 września 1919 podporucznikiem w piechocie i przydzielony do Obozu Szkół Podoficerskich w Dęblinie. Od 6 czerwca 1920 roku w 105 pułku piechoty jako dowódca kompanii. Walczył na wojnie z bolszewikami, m.in. pod Komarówką, Majdanem, Horpinem i Hradami. Ranny 26 września 1920 roku.
Po rekonwalescencji objął dowództwo kompanii szkolnej w Centralnej Szkoły Podoficerów nr 1 w Chełmie. Po ukończeniu Szkoły Młodszych Oficerów Artylerii w Toruniu, jako porucznik przeniesiony do korpusu osobowego oficerów artylerii, na stanowisko instruktora. 1 grudnia 1924 roku został awansowany na kapitana ze starszeństwem z dniem 15 sierpnia 1924 roku i 133. lokatą w korpusie oficerów artylerii. Od 1924 roku w 7 pułku artylerii lekkiej, jako dowódca baterii i oficer oświatowy. Od lipca 1929 do maja 1930 roku pełnił obowiązki kwatermistrza 7 pal . W sierpniu 1935 roku został przeniesiony do Dowództwa Okręgu Korpusu Nr IV w Łodzi. W marcu 1939 roku nadal pełnił służbę w DOK IV na stanowisku kierownika referatu koni Wydziału Mobilizacji i Uzupełnień. Ostatnio w 10 Dywizji Piechoty.

W czasie kampanii wrześniowej 1939 roku – po agresji ZSRR na Polskę – w nieznanych okolicznościach dostał się do niewoli sowieckiej i przebywał w obozie w Starobielsku. Wiosną 1940 roku został zamordowany przez funkcjonariuszy NKWD w Charkowie i pogrzebany w bezimiennej mogile zbiorowej w Piatichatkach, gdzie od 17 czerwca 2000 roku mieści się oficjalnie Cmentarz Ofiar Totalitaryzmu w Charkowie. Figuruje na Liście Starobielskiej NKWD pod pozycją 367.
5 października 2007 roku minister obrony narodowej Aleksander Szczygło mianował go pośmiertnie na stopień majora. Awans został ogłoszony 9 listopada 2007 roku w Warszawie, w trakcie uroczystości „Katyń Pamiętamy – Uczcijmy Pamięć Bohaterów”.

## Ordery i odznaczenia
- Krzyż Srebrny Orderu Virtuti Militari nr 4775[16][17]
- Medal Niepodległości – 16 września 1931 „za pracę w dziele odzyskania niepodległości”[18][19][1]
- Srebrny Krzyż Zasługi[20]
- Medal Pamiątkowy za Wojnę 1918-1921 „Polska Swemu Obrońcy”
- Medal Dziesięciolecia Odzyskanej Niepodległości
- Odznaka za Rany i Kontuzje[21]
- Krzyż Legionowy[21]
- Państwowa Odznaka Sportowa[21]
- Odznaka Pamiątkowa 7 pułku artylerii polowej[21]

25 czerwca 1938 Komitet Krzyża i Medalu Niepodległości ponownie rozpatrzył jego wniosek, lecz Krzyża Niepodległości nie przyznał.